# Broughtonia
Broughtonia  (лат.) — род многолетних травянистых растений подтрибы Laeliinae трибы Epidendreae, подсемейства Эпидендровые, семейства Орхидные.
Аббревиатура родового названия — Bro.

## История описания
Роберт Броун описал род в 1813 году. Назван он в честь Артура Бротона (ок. 1758—1796), английского ботаника, который работал на Ямайке. Когда род был создан, он состоял из одного вида — Broughtonia sanguinea, который является эндемичным для острова Ямайка.
Виды рода Broughtonia ранее считались близкими к представителям родов Cattleyopsis и Laeliopsis. В настоящее время рода Cattleyopsis и Laeliopsis расформированы.

## Виды
Список видов по данным The Plant List:
- Broughtonia cubensis (Lindl.) Cogn.
- Broughtonia domingensis (Lindl.) Rolfe
- Broughtonia ×jamaicensis Sauleda & R.M.Adams
- Broughtonia lindenii (Lindl.) Dressler
- Broughtonia negrilensis Fowlie
- Broughtonia nitida Herb. ex Sweet
- Broughtonia ortgiesiana (Rchb.f.) Dressler
- Broughtonia pilosa Hook. ex Steud.
- Broughtonia sanguinea (Sw.) R.Br.